# Clarington
Clarington és una vila dels Estats Units a l'estat d'Ohio. Segons el cens del 2000 tenia 444 habitants.

## Demografia
Segons el cens del 2000, Clarington tenia 444 habitants, 182 habitatges, i 125 famílies. La densitat de població era de 153,1 habitants per km².
Dels 182 habitatges en un 28,6% hi vivien nens de menys de 18 anys, en un 51,6% hi vivien parelles casades, en un 12,1% dones solteres, i en un 30,8% no eren unitats familiars. En el 23,6% dels habitatges hi vivien persones soles el 15,4% de les quals corresponia a persones de 65 anys o més que vivien soles. El nombre mitjà de persones vivint en cada habitatge era de 2,44 i el nombre mitjà de persones que vivien en cada família era de 2,89.
Per edats la població es repartia de la següent manera: un 23% tenia menys de 18 anys, un 6,8% entre 18 i 24, un 28,2% entre 25 i 44, un 23,9% de 45 a 60 i un 18,2% 65 anys o més.
L'edat mediana era de 40 anys. Per cada 100 dones de 18 o més anys hi havia 86,9 homes.
La renda mediana per habitatge era de 28.281 $ i la renda mediana per família de 31.875 $. Els homes tenien una renda mediana de 30.750 $ mentre que les dones 20.938 $. La renda per capita de la població era de 13.730 $. Aproximadament el 21,4% de les famílies i el 25,2% de la població estaven per davall del llindar de pobresa.

## Poblacions properes
El següent diagrama mostra les poblacions més properes.